# Arrest massiu
Un arrest massiu es produeix quan la policia arresta un gran nombre de sospitosos d'un sol cop. Aquest fet, de vegades, es produeix en el marc de manifestacions il·legals. Alguns arrests massius es realitzen també en un esforç per combatre l'activitat mafiosa. De vegades, aquestes accions resulten molt controvertides, i poden provocar demandes judicials. En la ciència policíaca, es considera una bona pràctica identificar aquells detinguts durant els arrests, ja que és poc probable que els agents recordin totes les persones que han detingut.